# Kanton Signy-le-Petit
Kanton Signy-le-Petit (fr. Canton de Signy-le-Petit) byl francouzský kanton v departementu Ardensko v regionu Champagne-Ardenne. Tvořilo ho devět obcí. Zrušen byl po reformě kantonů 2014.

## Obce kantonu
- Auge
- Auvillers-les-Forges
- Brognon
- Éteignières
- Fligny
- La Neuville-aux-Joûtes
- Neuville-lez-Beaulieu
- Signy-le-Petit
- Tarzy